# Пітер Скалторп
Пітер Джошуа Скалторп (англ. Peter Joshua Sculthorpe; 29 квітня 1929, Лонсестон, Тасманія — 8 серпня 2014, Сідней, Новий Південний Уельс) — австралійський композитор. Значна частина його творчости виникла як під впливом захоплення музикою сусідніх до Австралії країн, так і від поєднання аспектів рідної австралійської музики зі спадщиною Заходу. Насамперед Пітер став усесвітньо відомий завдяки своїм оркестрово-камерним творам, на кшталт, Какаду (1988) та Плач Землі (1986), в яких він різними музичними засобами зображує звуки природи та дає можливість слухачам відчути дух австралійських джунглів та незвіданої природи.

## Життєпис
У 1947–1950 роках вивчав музикознавство у Мельбурнському університеті, композицію — у Е. Рабри та Е. Веллеса (1958–1960) у Водемському коледжі в Оксфорді (Велика Британія). З 1961 року працює головним чином в Австралії. З 1963 року викладає композицію у Сіднейському університеті. У 1966 році удосконалювався по композиції у Єльському університеті (США).
Вивчав національну австралійську музичну культуру (у творах початку 60-х років використав елементи традиційної музики австралійських аборигенів). На твори Скалторпа 60-х років вплинула польська композиторська школа цього часу. Знайомство з роботами американського музикознавця К. Макфі («Музика Балі» та інші) пробудило інтерес Скалторпа до індонезійської музичної культури. На традиційній індонезійській музиці засновані твори Скалторпа різних жанрів — «Табу Табуан» («Tabuh Tabuhan») для квінтету дерев'яних духових і ударних інструментів (1968) і «З Табу Табуан» («From Tabuh Tabuhan») для струнних та ударних (1969), Музика для струнного квартету (1969), Кетжак (Ketjak) для чоловічого хору a cappella (1969). У 70-х роках звернувся до вивчення традиційної японської музики.
У 1977 році нагороджений орденом Британської імперії (офіцер ордена Британської імперії), у 1990 — орденом Австралії (офіцер ордена Австралії). У 1992 році, за заслуги у створенні австралійської музики, удостоєний премії Sir Bernard Heinze Award. У 1997 році обраний до Національного фонду Австралії (National Trust of Australia) у число 100 живих національних скарбів Австралії (100 Australia's Living National Treasures).
За рік до смерти, у серпні 2013, був особисто присутній на виконанні свого твору «Плач Землі» (Earth Cry, 1986). Ця п'єса написана для соло диджериду (етнічний інструмент австралійських аборигенів) із супроводом симфонічного оркестру. Партію соло дуже вдало виконав Вільям Бартон (англ. William Barton) під акомпанемент симфонічного оркестру Australian Youth Orchestra[видиво виступу].
Він помер у Сіднеї 8 серпня 2014 року у віці 85 років. Його будинок по вул Голдсворт, Вуллара був проданий у травні 2015 року меценату Пітеру Вайссу. 

## Особисте життя
На початку 1970-х років Скалторп був заручений з австралійською композиторкою і музичною педагогинею Енн Бойд [англ.], але до одруження справа не дійшла. У 1982 році, намальована художником-скульптором Еріком Смітом[англ.], картина Скалторпа отримала Премію Арчібальда [англ.].

## Твори
- Балет — Балет сонячної музики (Sun music ballet, Мельбурн, 1968);
- Для оркестру — 5-й континент (The fifth continent, для читця, оркестру і записаних на плівку народних інструментів австралійських аборигенів, 1963), Музика Сонця I—IV (Sun music I—IV, 1965—68), Музика для Японії (Music for Japan, 1970), Музика дощу (Music for rain, 1970);
- Камерно-інструментальні ансамблі — соната для альта і ударних (1960), Самотність банджо (The Loneliness of Bunjil) для струнного тріо (1954), 7 струнних квартетів (1953—1967), Ірканда I—IV (Irkanda I—IV, 1956—61) для різних камерно-інструментальних складів;
- Деякі п'єси з національними інструментами аборигенів — Теотіхуакан (Teotihuacan) для струнного квартету (1966), Інтермедія для мідних та ударних (1968);
- Для голосу з оркестром — Любов 200 (Love 200, для 2 солістів, «поп-групи» та оркестр), Зоряний поворот (The Stars turn, 1970);
- Для соло з оркестром — Плач Землі (Earth Cry, для диджериду із супроводом симфонічного оркестру, 1986)[6].
- Канто 1520 (Canto 1520) для хору і ударних (1966);
- Для хору a cappella — Нічна п'єса (Night piece, 1966), Ранкова пісня (Morning song, 1966), Осіння пісня (Autumn song, 1968);
- Морський спів (Sea chant) для унісону голосів і фортепіано (1968);
- Для фортепіано — соната (1954), 3 хайку (1967) та інші п'єси;
- Музика до вистав, у тому числі музичний фарс Приховані мотиви (Ulterior motifs, Мельбурн), до радіо- і телепостановок, кінострічок;